# BS-64 Podmoskovye
 (décembre 2021).
La mise en forme du texte ne suit pas les recommandations de Wikipédia : il faut le « wikifier ».
Les points d'amélioration suivants sont les cas les plus fréquents. Le détail des points à revoir est peut-être précisé sur la page de discussion.
- Les titres sont pré-formatés par le logiciel. Ils ne sont ni en capitales, ni en gras.
- Le texte ne doit pas être écrit en capitales (les noms de famille non plus), ni en gras, ni en italique, ni en « petit »…
- Le gras n'est utilisé que pour surligner le titre de l'article dans l'introduction, une seule fois.
- L'italique est rarement utilisé : mots en langue étrangère, titres d'œuvres, noms de bateaux, etc.
- Les citations ne sont pas en italique mais en corps de texte normal. Elles sont entourées par des guillemets français : « et ».
- Les listes à puces sont à éviter, des paragraphes rédigés étant largement préférés. Les tableaux sont à réserver à la présentation de données structurées (résultats, etc.).
- Les appels de note de bas de page (petits chiffres en exposant, introduits par l'outil «  Source ») sont à placer entre la fin de phrase et le point final[comme ça].
- Les liens internes (vers d'autres articles de Wikipédia) sont à choisir avec parcimonie. Créez des liens vers des articles approfondissant le sujet. Les termes génériques sans rapport avec le sujet sont à éviter, ainsi que les répétitions de liens vers un même terme.
- Les liens externes sont à placer uniquement dans une section « Liens externes », à la fin de l'article. Ces liens sont à choisir avec parcimonie suivant les règles définies. Si un lien sert de source à l'article, son insertion dans le texte est à faire par les notes de bas de page.
- La présentation des références doit suivre les conventions bibliographiques. Il est recommandé d'utiliser les modèles {{Ouvrage}}, {{Chapitre}}, {{Article}}, {{Lien web}} et/ou {{Bibliographie}}. Le mode d'édition visuel peut mettre en forme automatiquement les références.
- Insérer une infobox (cadre d'informations à droite) n'est pas obligatoire pour parachever la mise en page.

Pour une aide détaillée, merci de consulter Aide:Wikification.
Si vous pensez que ces points ont été résolus, vous pouvez retirer ce bandeau et améliorer la mise en forme d'un autre article.
Le BS-64 Podmoskovye [ou K-64] (Подмосковье, littéralement « près de Moscou » - c'est-à-dire oblast de Moscou) est un croiseur sous-marin nucléaire opérationnel de classe Delta IV (désignation OTAN) issu du projet 667BDRM, réaménagé de façon à pouvoir servir de vaisseau mère pour l'accueil et l'acheminement de petits sous-marins destinés la réalisation d'actions particulières par grandes profondeurs dans le cadre de missions spéciales à visées stratégiques. 
Ces missions peuvent être destinées pour la  recherche océanographique, les actions de sauvetage, la collecte d'informations, et la mise en place ou le retrait d'infrastructures sous-marines,.
Ces types d'actions sont menées par les spécialistes des plongées en eaux profondes du GUGI (ГУГИ en russe, pour direction principale de la recherche en haute mer du ministère de la Défense de la fédération de Russie (ru)) de la 29ème Brigade autonome des sous-marins de la flotte du Nord, stationnée en baie d'Olenia dans la base navale de Gadjievo, dépendant directement du ministère de la Défense russe et non de la flotte maritime militaire de Russie.
En opération, le BS-64 reste sur zone afin de sécuriser l'environnement d'intervention, ce après y avoir convoyé les sous-marins spéciaux qui lui sont rattachés. En fin de mission, le ou les sous-marins spécialisés se rattachent à leur vaisseau-mère, qui peut alors rejoindre sa base.

## Historique et événements connus
Depuis son acceptation au titre de force opérationnelle le 24 février 1987 jusqu'au moment de son retrait du service actif en 1999, le matricule de ce sous-marin nucléaire lanceur d'engins (SNLE) était le K-64 lié au projet 667BDRM Dolphin (« Дельфин »), de la classe Delta IV selon le code OTAN et troisième élément d'une série de sept SNLE de ce type.
En cette période de prè-millénaire, il est prévu qu'un réaménagement complet de ce sous-marin permettra de le destiner à de nouvelles  missions spéciales. Cependant, des aléas financiers rencontrés par la Russie vont freiner ce projet 09787 jusqu'à sa remise à l'eau le 11 août 2015,.
En 2019, des photographies permettent d'identifier le BS-64 équipé sur son pont d'un berceau de réception pouvant  correspondre à l'accueil du petit sous-marin de sauvetage en haute mer Pr.18270 Bester (DSRV) pouvant recevoir trois passagers et agir jusqu'à 720-800 mètres de profondeur, ou encore du véhicule sous-marin autonome de plongée profonde Klavesin-29-2M.
Il est alors également estimé que le BS-64 peut être apte à jouer le rôle de vaisseau-mère afin d'accueillir le sous-marin AS-31 Losharik.
Le 1er juillet 2019, un incendie se déclare à bord du sous-marin Losharik (projet 10831) destiné aux opérations spéciales. Cet accident cause la mort de quatorze sous-mariniers spécialisés du GUGI. Dans un article, H.I. Sutton soupçonne que le Locharik se trouvait alors en exercice d'arrimmage avec son vaisseau-mère, le BS-64 Podmoskovye, au moment de cet accident. Toujours selon cet article, la décision prise par les marins à bord du Locharik de conserver fermé l'accès au sous-marin Podmoskovye aurait seule permise d'épargner des dommages à ce dernier.
Le 26 mars 2021, lors de l'expédition Umka-21 dans le bassin arctique, trois sous-marins à propulsion nucléaire (dont BS-64 Podmoskovye accompagné des K-549 et K-114.) ont fait surface simultanément dans une épaisseur de un mètre et demi de glace dans un rayon de 300 mètres. Ce type d'essai est le premier réalisé par la marine russe. 
Ces trois sous-marins - des projets 667BDRM, 09787 et 09552 - ont mené l'opération sous des températures moyennes situées entre −25 à −30 °C et des rafales de vent de 32 mètres par seconde.
En janvier 2019, il a été repéré et suivi par la marine française dans le golfe de Gascogne, où se situe l'île Longue, et qui est traversé par un câble de télécommunications reliant l’Espagne au Royaume-Uni. La mission du sous-marin espion russe était probablement de fouiner du côté de l’île-Longue, où sont basés les SNLE français avec tous les moyens de lutte anti-sous-marine (ASM) nécessaires à leur protection. C'est un échec, d’une part parce qu’il a été repéré, et d’autre part parce que la Marine nationale dispose désormais de sa signature acoustique.

## Construction
Ce sous-marin a profité de deux périodes distinctes dans sa construction, une période initiale de quatre ans, et une seconde d'une bonne quinzaine d'années.
Les principales étapes de la période initiale de construction du SNLE courent de 1982 à 1986 :
- Le 18 décembre 1982, la construction démarre dans les ateliers de la Sevmash à Severodvinsk sous le nom de RPKSN.
- Le 3 mars 1984, le sous-marin est enregistré dans les listes des navires de la Marine soviétique en tant que SNLE.
- Le bâtiment est lancé le 2 février 1986 et il rejoint officiellement son port d'attache le 23 décembre 1986 en baie d'Olenia dans l'oblast de Mourmansk.

Les principales étapes de la seconde période de construction (remodelage du bâtiment) du BS-64, afin de pouvoir le destiner aux opérations spéciales en eaux profondes, couvrent les années de 1999 à 2015 :
- Au cours de l'année 1999, le sous-marin K-64 est rebaptisé BS-64. Il est placé en réserve de 2e catégorie et retourne dans les ateliers de Severodvinsk pour une réhabilitation en tant que navire à usage spécial (projet 09787).
- En 2002, il est prévu que la nouvelle partie centrale contenant les équipements de recherche, les cabines et logements pour l'équipage et les spécialistes, devait provenir du sous-marin BS-411 Orenburg - faisant déjà partie de ces sous-marins remodelés pour des opérations spéciales et remis en service opérationnel en 1999 - que le BS-64 est destiné à remplacer[5]. Cependant, cet assemblage est reporté faute de fonds. Alors que les baies de missiles sont découpées et otées, le BS-64 se retrouve rattaché à la 339e brigade de la base navale de Belomorsk.
- Le 8 février 2008, le contrat est relancé avec un échéance de chantier prévue pour décembre 2013. Mais un nouvel échéancier intervient dès le 13 décembre 2008, portant la finalisation du nouveau sous-marin à décembre 2015[6]. Cette même année, le BS-64 reçoit son nom officiel : Podmoskovye.
- En 2012, les travaux de remodelage reprennent. La section centrale qui contenait les silos des seize missiles balistiques de type R-29RMU Sineva (SS-N-23A SKIFF) est intégralement réaménagée, de façon à recevoir les installations nécessaires aux nouvelles missions[2]. A cette occasion, un insert de coque de diamètre identique au bâtiment est installé, ce qui ajoutera environ 7 mètres à la longueur totale (174 mètres contre 167 mètres auparavant)[2].
- Le 12 août 2015, les travaux sont finalisés et actés par une cérémonie officielle.
- Le programme des essais en mer démarre le 22 octobre 2016, en mer Blanche[1]. Après certaines réparations et la validation des essais, le BS-64 est transféré au ministère de la Défense russe le 26 décembre 2016 afin d'être intégré au sein de la 29e brigade autonome des sous-marins de la flotte du Nord[10].

H.I. Sutton précise par ailleurs que le BS-64 est toujours équipé à l'avant de ses anciens tubes lance-torpilles, ce qui lui permet d'exercer un rôle de sous-marin d'attaque lors de l'accompagnement des missions spéciales en eaux profondes.

## Caractéristiques
Les caractéristiques opérationnelles précises du BS-64 Podmoskovye sont classifiées et donc officiellement inconnues à ce jour.
Celles présentées ci-dessous sont donc provisoires et sujettes à rectifications.
En termes de taille, le BS-64 Podmoskovye - construit sur une base très modifiée de sous-marin SNLE de la classe Delta IV - est plus long d'environ sept mètres que le sous-marin K-64 dont il est issu.
Déplacement : plus de 11 700 tonnes de surface, 18 200 tonnes immergées
Longueur : ~ 174 mètres
Largeur : ~ 11,7 mètres
Vitesse : < 14 nœuds en surface et 24 nœuds en immersion
Rayon d'action : illimité
Autonomie : environ 3 mois (une limitation imposée par la quantité de denrées alimentaires embarquées)
Immersion opérationnelle / maximale : estimée à 320-400 mètres Delta IV
Propulsion : nucléaire (2 réacteurs à eau sous pression VK-SG).
Équipage : estimé à 120 à 130 sous-mariniers.
Armement : 4 tubes lance-torpilles 533 mm (21") destinés à des vecteurs à charge conventionnelle ou non conventionelle de type Viyuga
Parmi les modifications importantes apportées à ce bâtiment, le compartiment des tubes dédiés au lancement de missiles de croisière a été supprimé afin de faire place à un réceptacle capable d'accueillir mini-sous-marins et drones sous-marins (UUV - Unmanned Underwater Vehicle) dédiés aux opérations spéciales tels que l'AS-12 Losharik (projet 10831) ou les AS-21, AS-23 et AS-35 Paltus (projet 1851),.

## Une polyvalence au service de missions spéciales et opérations de renseignement
La destination du BS-64 Podmoskovye aux opérations spéciales font que ses capacités ont été adaptées à de nombreux types de missions à visées stratégiques. Ce bâtiment est conçu pour l'adaptabilité, la capacité à employer différents types de matériels adéquats avec de multiples types d'objectifs assignés (recherches océanographiques et renseignement, secours ou actions d'installation et de désinstallation en eaux profondes, récupération d'objets par très hauts fonds, opérations clandestines délicates, défense de zone sur théatre d'opération spéciale en eaux profondes).
Parmi ces visées à caractère stratégique, les volontés d'implantations et d'exploitations du plateau arctique font partie des objectifs géostratégiques primordiaux de la Russie dans un court à moyen terme, ce pour des enjeux énergétiques, prospections diverses, ou encore de contrôle des flux maritimes appelés à se recomposer avec la fonte des glaces arctiques. Le BS-64 Podmoskovye apparaît ainsi tout désigné pour servir le gouvernement russe dans l'affirmation de ses prétentions sur l'espace marin arctique ou autres  par des actions de renseignement, voire d'actions discrètes et/ou destructrices en eaux profondes. Il sera d'ailleurs épaulé en ce sens, ce début 2022, avec la validation opérationnelle du k-329 Belgorod au sein de la 29ème Brigade autonome des sous-marins de la flotte du Nord.
Une illustration peut en être établie au travers d'un nouveau projet de modernisation et de déploiement d'un réseau de stations d'écoute sonar, positionné sur le fond sous-marin arctique (nom de code Harmony : Гармония en russe). Pour alimenter l'ensemble de ces infrastructure, il est prévu lors de leur déploiement sur les plateaux continentaux en eaux profondes, un réseau de centrales nucléaires miniaturisées de nouvelle génération.
Une autre illustration peut être relevée, au travers des différentes inquiétudes apparues au sein de membres haut gradés du Pentagone comme l'état-major de l'Otan entre fin 2015 et fin 2017, concernant les visées russes vis-à-vis des câbles de télécommunication sous-marins.
Effectivement, une guerre non conventionnelle (pouvant s'exprimer au travers de collectes de renseignements ou d'opérations discrètes de sabotage) pouvant être envisagée sur ces infrastructures très faiblement protégées, dans un cadre de tensions exacerbées voire de conflit ouvert. Un vecteur tel que le sous-marin BS-64 Podmoskovye ferait partie des moyens matériels primordiaux si de telles opérations non conventionnelles, venaient à être validées au plus haut sommet de l'État russe,.